# David Guttenfelder
David Guttenfelder (* 1969) je americký fotožurnalista se zaměřením na geopolitické konflikty, ochranu přírody a kulturu. V současné době je fotografem časopisu National Geographic se sídlem v Minneapolis. Je známý svými fotografiemi Severní Koreje.

## Životopis
Guttenfelder vyrostl jako rodák z Waukee v Iowě. Až v roce 1990 studoval svahilštinu jako zahraniční výměnný student na univerzitě v Dar es Salaamu v Tanzanii, kde se začal věnovat fotografii.
Po návratu do USA pokračoval ve vysokoškolském studiu na University of Iowa. V létě roku 1993 extrémní dešťové srážky způsobily záplavy na řece Iowa, což ohrožovalo centrální kampus Iowské univerzity. Začal dokumentovat přírodní neštěstí jako fotograf Daily Iowan.

## Kariéra
V roce 1994 Guttenfelder zahájil svou fotografickou kariéru ve východní Africe s Associated Press. Sídlil v Keni, na Pobřeží slonoviny, v Indii a Japonsku. V roce 1994 se věnoval rwandské genocidě. V roce 2000 strávil Guttenfelder více než deset let sledováním válek v Afghánistánu a Iráku. Během té doby také začal podnikat cesty do Severní Koreje. Později se věnoval izraelskému palestinskému konfliktu, volbě prezidenta Obamy v roce 2008, stejně jako tsunami a jaderné katastrofě v Japonsku. V roce 2011 pomohl Associated Press otevřít kancelář v Pchjongjangu, čímž se stala první západní tiskovou agenturou, která měla v zemi kancelář. Od roku 2012 do roku 2014 cestoval do Severní Koreje téměř každý měsíc a odstoupil ze svého postu hlavního asijského fotografa pro Associated Press.
V létě 2014, po dvou desetiletích neustálého cestování, Guttenfelder přijal nový úkol s National Geographic fotografovat Yellowstonský národní park. V roce 2016 nastoupil na první výletní loď, která cestovala ze Spojených států na Kubu, a vrátil se na ostrov, aby dokumentoval čtyřdenní pohřební průvod Fidela Castra. Při několika příležitostech se vracel k zakázkám pro National Geographic, publikoval ve fotografických esejích a na platformách sociálních médií, jako je Instagram. Později téhož roku Guttenfelder odcestoval do Tanzanie, aby pořídil portréty Jane Goodallové pro National Geographic, který vyšel v roce 2017.
Nyní je zpět v USA jako člen National Geographic Society a zachycuje vztah mezi lidmi a divokou přírodou. Poprvé ve své profesionální kariéře fotograficky poznává vlastní zemi a kulturu. Dne 25. května 2020 Guttenfelder zdokumentoval reakce lidí na vraždu George Floyda v Minneapolis, kde žil.

## Ocenění
- 2002: World Press Photo Award[14]
- 2005: World Press Photo Award[14]
- 2006: Fotoreportér roku, National Press Photographers Association (NPPA).[15]
- 2006: World Press Photo Award[14]
- 2007: World Press Photo Award[14]
- 2008: První místo, Mezinárodní cena Pictures of the Year (POYi)[16]
- 2009: Cena veřejnosti (Cena čtenářů) (spolu se čtyřmi dalšími), Days Japan International Photojournalism Awards.[17]
- 2010: World Press Photo Award[14]
- 2012: Fotografie roku na Instagramu časopisu Time.[18]
- 2012: Finalista, Pulitzerova cena 2012.[19]
- 2012: Overseas Press Club John Faber, Oliver Rebbot & Feature Photography Awards[20]
- 2012: World Press Photo Award[14]
- 2013: Časopis Time Instagram Fotograf roku[21]
- 2013: Cena Infinity od Mezinárodního centra fotografie.[22]
- 2014: Shorty Award za online fotografii[23]
- 2016: World Press Photo Award[14]
- Online Journalism Award[24]